# Котляр, Феодосий Порфирьевич
Феодо́сий Порфи́рьевич Котляр (1904—1980) — советский лётчик бомбардировочной авиации и военачальник, участник Великой Отечественной войны, Герой Советского Союза (1945). Генерал-лейтенант авиации (18.02.1958). Кандидат исторических наук.

## Молодость и начало военной службы
Феодосий Котляр родился 27 августа 1904 года на станции Вяземская (ныне — город Вяземского района в Хабаровском крае). В 1916 году окончил четыре класса церковно-приходской школы в селе Комаровка (уже на службе в РККА окончил курс вечерней средней школы), затем учился в железнодорожном училище на станции Уссурийск. С 1918 года работал на железной дороге ремонтным рабочим, с 1920 года батрачил на селе, с 1924 года работал в родительском крестьянском хозяйстве (семья в то время перебралась в село Пантелеймоновка). В 1925 году прошёл курс допризывной подготовки в Хабаровске.
В октябре 1926 года Ф. П. Котляр был призван на службу в Рабоче-крестьянскую Красную Армию. Направлен на срочную службу в 18-й тяжелый артиллерийский дивизион Сибирский военный округ в Верхнеудинске, там окончил дивизионную школу в 1927 году, после чего назначен помощником командира взвода управления. После истечения срока службы в октябре 1928 года остался на сверхсрочную службу, служил старшиной хозяйственной команды Владивостокской пехотной школы имени М. И. Калинина.
В июле 1929 года переведён в ВВС РККА. Окончил Объединённую военную школу лётчиков и авиатехников Приволжского военного округа в Вольске в 1920 году, 3-ю военную школу лётчиков и летнабов имени К. Е. Ворошилова в Оренбурге в 1931 году. С 1931 по 1935 годы служил лётчиком-инструктором и командиром звена в 9-й военной школе лётчиков и летнабов в Харькове.
В 1938 году окончил Военную академию РККА имени М. В. Фрунзе. С сентября 1938 года — командир 5-го тяжелого бомбардировочного авиационного полка (с начала 1939 года — 5-й скоростной бомбардировочный авиационный полк) ВВС Киевского Особого военного округа (Кировоград). Во главе полка участвовал в Походе РККА в Западную Украину в сентябре 1939 года. С февраля по март 1940 года во главе полка участвовал в советско-финской войне. Тогда полк был передан в состав 1-й легкой бомбардировочной авиабригады ВВС 7-й армии Северо-Западного фронта, за время участия в боевых действиях выполнил 402 боевых вылета на бомбардировщиках СБ. Потери полка составили 3 бомбардировщика с экипажами, все — от огня зенитной артиллерии. За умелое командование полком на этой войне и лично произведённые 14 боевых вылетов командир полка майор Ф. П. Котляр был награждён своим первым орденом — Красной Звезды. В июне—июле 1940 года полк находился в боевой готовности на случай боевых действий при вводе советских войск в Бессарабию и Северную Буковину, но до боевых вылетов дело не дошло. В второй половине 1940 года полк был переброшен на аэродром в Аккермане и начал переобучение на бомбардировщики Пе-2. Член ВКП(б) с 1938 года.

## Великая Отечественная война
С июня 1941 года — на фронтах Великой Отечественной войны. Полк воевал в составе ВВС Южного фронта, в первые дни войны летал бомбить нефтепромыслы в Плоешти и переправы на реке Прут. Затем участвовал в оборонительной операции в Молдавии и в Тираспольско-Мелитопольской оборонительной операции. С октября 1941 года — командир 66-й ночной бомбардировочной авиационной дивизии на Южном фронте, которая действовала в Донбасско-Ростовской оборонительной и в Ростовской наступательной операциях. С мая 1942 года — командующий ВВС 48-й армии Брянского фронта.
С июня 1942 года командовал 208-й смешанной авиадивизией, преобразованной впоследствии в 208-ю ночную бомбардировочную авиадивизию, в составе 2-й воздушной армии. Под его командованием дивизия участвовала в Воронежско-Ворошиловградской оборонительной операции, в Сталинградской битве, в Среднедонской, Острогожско-Россошанской, Воронежско-Касторненской наступательных операциях, в Харьковских наступательной и оборонительной операциях 1943 года. Кроме того, дивизия бомбила немецкие аэродромы в Брянске, Орле, Курске, Харькове, немецкую окруженную группировку в Сталинграде.
С мая 1943 года гвардии полковник Феодосий Котляр командовал 223-й бомбардировочной авиационной дивизией 2-го бомбардировочного авиационного корпуса 4-й воздушной армии Северо-Кавказского Фронта. В сентябре 1943 года за успешные боевые действия дивизии было присвоено гвардейское звание и она получила наименование 4-я гвардейская бомбардировочная авиационная дивизия. Этой дивизией гвардии генерал-майор авиации Ф. П. Котляр командовал до конца войны. Дивизия Котляра неоднократно отличалась во время Смоленской, Белорусской, Прибалтийской, Восточно-Прусской наступательных операциях, а также в блокаде Курляндской группировки и в штурме Кёнигсберга. Её лётчики совершили 2210 боевых вылетов на бомбардировку войск и важных объектов противника, нанеся тому большие потери. Сам же генерал Котляр за время войны совершил 118 боевых вылетов.
Указом Президиума Верховного Совета СССР от 29 июня 1945 года «за образцовое выполнение боевых заданий Командования на фронте борьбы с немецкими захватчиками и проявленные при этом отвагу и геройство» гвардии генерал-майору авиации Феодосию Котляру присвоено звание Героя Советского Союза с вручением ордена Ленина и медали «Золотая Звезда» за номером 6314.

## Послевоенное время
После окончания войны Ф. П. Котляр продолжил службу, осенью 1945 года командовал 5-м гвардейским бомбардировочным авиационным корпусом 15-й воздушной армии. Затем продолжал командовать 223-й бомбардировочной авиационной дивизией. В декабре 1947 года назначен начальником специального факультета Краснознамённой Военно-воздушной академии. В декабре 1948 года его самого направили на учёбу, и в 1950 году он окончил Высшую военную академию имени К. Е. Ворошилова. С января 1951 года — помощник командующего по строевой части 34-й воздушной армии в Закавказском военном округе. С июня 1953 года — начальник Липецких высших офицерских курсов усовершенствования ВВС. В декабре 1960 года генерал-лейтенант авиации Ф. П. Котляр уволен в запас.
Проживал в Москве. Окончил исторический факультет Московского государственного университета в 1964 году, затем стал кандидатом исторических наук . Занимался преподавательской работой. Умер 15 сентября 1980 года, похоронен на Кунцевском кладбище Москвы.

## Воинские звания
- Старший лейтенант (30.12.1935)
- Капитан (20.02.1938)
- Майор (8.09.1938)
- Подполковник (11.09.1940)
- Полковник (6.10.1942)
- Генерал-майор авиации (4.02.1944)[7]
- Генерал-лейтенант авиации (18.02.1958)

## Награды
- Герой Советского Союза (29.06.1945)
- три ордена Ленина (5.11.1941, 29.06.1945, 19.11.1951)
- пять орденов Красного Знамени (23.11.1942, 5.09.1943, 2.07.1944, 5.11.1946, 4.06.1955)
- три ордена Красной Звезды (12.04.1940, 3.11.1944, 22.02.1955)
- медали СССР[4].

## Память
- В честь Ф. П. Котляра названа улица в Вяземском[4].
- Средняя школа № 20 в городе Вяземский носит имя Героя. На здании школы установлена мемориальная доска.
- Мемориальная доска установлена о факте рождения Героя в селе Комаровка.
- Мемориальная доска на здании железнодорожного депо в г. Вяземский, где работал Герой в юности.